# A.S.D. La Biellese
Associazione Sportiva Dilettantistica La Biellese là một câu lạc bộ bóng đá Ý, có trụ sở tại Biella, Piedmont.

## Lịch sử

### Từ Hoa Kỳ Biellese đến A.S. Biellese
Câu lạc bộ lịch sử được thành lập vào năm 1902 với tên Biellese của Hoa Kỳ.
Năm 1930, câu lạc bộ đổi tên thành AS Biellese và tan rã vào mùa hè năm 1993.

### A.S. Biellese 1902
Vào mùa hè năm 1993, câu lạc bộ tỉnh FC Vigliano, vừa được thăng hạng ở Eccellenza Piemonte, đổi tên thành FCV Biellese-Vigliano, trở thành Biellese FC vào năm 1997, để giành lại AS Biellese 1902 vào năm 2001.
AS Biellese 1902 kết thúc thứ 17 tại Girone A của Serie C2 2006-2007 và bị buộc phải chơi ở vòng playoff xuống hạng, nơi nó thua 3-2 trên tổng số trước Lumezzane xếp thứ 14, và bị xuống hạng ở Serie D.
Trong mùa giải Serie D 2007-08, đội đã chơi ở Girone A, nơi đội cách vị trí thứ hai rất xa so với Alessandria. Tuy nhiên, đội đã tham gia vòng play-off Serie D nhưng không thể vượt qua vòng bảng của giải đấu.
Trong mùa giải Serie D 2008-09, Biellese được xếp đầu tiên ở Girone A và đã giành được sự thăng hạng trực tiếp cho Lega Pro Seconda Divisione, nhưng đã quyết định tự xuống hạng để tham gia Eccellenza trong mùa 2009-10, xếp thứ 11.
Vào tháng 7 năm 2010 câu lạc bộ đã bị giải tán.

### ASD Junior Biellese Libertas
Vào mùa hè 2010, hai câu lạc bộ địa phương nhỏ:
- ASD Junior Biellese 2009, từ Terza Cargetoria và
- ASD Libertas Biella Cossato, đã chơi trong Promozione Piemonte nhóm A mùa trước xếp thứ 12,

đã quyết định hợp nhất, để thay thế AS Biellese 1902 cũ, để thành lập ASD Junior Biellese Libertas.
Trong mùa giải 20101111, đội đã duy trì cùng một giải đấu của ASD Libertas Biella Cossato và đã luôn chơi như vậy trong Promozione Piemonte nhóm A, đội đã giành chiến thắng và do đó được thăng hạng lên Eccellenza Piedmont và Aosta Valley.

## Màu sắc và huy hiệu
Màu sắc của đội là đen và trắng.